# Manganan draselný
Manganan draselný je tmavě zelená krystalická látka se vzorcem K2MnO4. Jedná se o velice důležitý meziprodukt pro výrobu manganistanu draselného. Manganan draselný se ve vodném prostředí snadno disproporciuje za vzniku manganistanu draselného a oxidu manganičitého.

## Výroba
Tato látka se vyrábí reakcí oxidu manganičitého, hydroxidu draselného a oxidačního činidla, průmyslově kyslíku, za zvýšené teploty:

2MnO2 + 4KOH + O2 —t→ 2 K2MnO4 + 2H2O
Laboratorně lze vyrobit tuto látku reakcí manganistanu draselného s hydroxidem draselným, dle rovnice:

4 KMnO4 + 4 KOH → 4 K2MnO4 + 2 H2O + O2

Reakci doprovází změna barvy z vínově červené na tmavě zelenou. Musí však probíhat v nadbytku KOH, jelikož se manganan ve vodě snadno disproporciuje na manganistan draselný a oxid manganičitý. Průběh reakce lze jednoduše urychlit přidáním modré skalice jako katalyzátoru.
Další možností je zahřívání manganistanu draselného, který se rozpadá dle rovnice:

2KMnO4 —t→ K2MnO4 + MnO2 + O2
Ve vodném prostředí pak tato reakce probíhá zpětně.

## Reakce
Tato látka se využívá na výrobu manganistanu draselného; má ve vodném prostředí silně bazický charakter, při zvýšení pH reaguje dle rovnice:

K2MnO4 —H+→ KMnO4 + K+

Používá se kyselina sírová v malém množství, jde však použít i hydrogenuhličitan sodný či hydrogensíran sodný.

Látka se ve vodném prostředí rozkládá samovolně podle rovnice:

3K2MnO4 + 2H2O → 2KMnO4 + MnO2 + 4KOH